# Lista de prêmios recebidos por Judy Garland
Judy Garland recebeu inúmeros prêmios e honrarias durante seus 40 anos de carreira. Judy ganhou ou foi indicada para prêmios pelos seus trabalhos no cinema, televisão e performance musical no estúdio e no palco. Foi indicada duas vezes ao Óscar e premiada com um Óscar Juvenil em 1940. Venceu um Golden Globe e foi indicada para um segundo, recebeu um Tony em reconhecimento pelo espetáculo no Palace Theatre. Garland ganhou dois Grammy Awards pelo álbum ao vivo Judy at Carnegie Hall.
Judy também recebeu diversos prêmios e honrarias póstumas, entre eles um Grammy Lifetime Achievement Award e diversas de suas gravações foram introduzidas no Grammy Hall of Fame. Foi homenageada duas vezes com estampas nos selos postais dos Estados Unidos e tem duas estrelas na Calçada da Fama. O American Film Institute tem continuamente reconhecido seu talento, colocando Judy entre as oito maiores cantoras de todos os tempos e indicando cinco de suas gravações entre as 100 músicas de filmes, incluindo "Over the Rainbow" como a número um.

## Prêmios

### Óscar
O Academy Awards, popularmente conhecido como Óscar é apresentado anualmente pela Academia de Artes e Ciências Cinematográficas em reconhecimento à excelência profissional na indústria cinematográfica. Judy foi indicada a dois prêmios e recebeu um Óscar Juvenil.
| Ano  | Trabalho indicado                                                                                       | Categoria                | Resultado |
| ---- | --- | ------------------------ | --------- |
| 1940 | Pela performance excepcional em papéis juvenis durante o ano anterior. (O Mágico de Oz e Babes in Arms) | Óscar Juvenil            | Venceu    |
| 1955 | A Star Is Born (1954)                                                                                   | Melhor atriz             | Indicado  |
| 1962 | Judgment at Nuremberg                                                                                   | Melhor atriz coadjuvante | Indicado  |

### Golden Globe
O Golden Globe é apresentado anualmente pela Associação de Correspondentes Estrangeiros de Hollywood em reconhecimento dos feitos da indústria do entretenimento , doméstico e estrangeiro, por focar a atenção do grande público sobre o melhor em filmes e televisão. Judy ganhou um prêmio e foi indicada a um segundo.
| Ano  | Trabalho Indicado      | Categoria                          | Resultado   |
| ---- | ---------------------- | ---------------------------------- | ----------- |
| 1955 | A Star Is Born         | Melhor atriz em comédia ou musical | Venceu      |
| 1962 | Judgement at Nuremberg | Melhor atriz coadjuvante em cinema | Indicado    |
| 1962 | Lifetime Achievement   | Prêmio Cecil B. DeMille            | Homenageada |

### Grammy Awards
O Grammy Awards é apresentado anualmente pela National Academy of Recording Arts and Sciences dos Estados Unidos. Judy ganhou dois prêmios em vida e uma homenagem póstuma pelo conjuto de sua obra.
| Ano  | Trabalho indicado               | Categoria                         | Resultado |
| ---- | ------------------------------- | --------------------------------- | --------- |
| 1962 | Judy at Carnegie Hall           | Álbum do ano                      | Venceu    |
| 1962 | Judy at Carnegie Hall           | Melhor performance vocal feminina | Venceu    |
| 1966 | 25th Anniversary: Retrospective | Melhor álbum de notas             | Indicado  |
| 1971 | Judy. London. 1969              | Melhor álbum de notas             | Indicado  |
| 1995 | Judy: Complete Decca Masters    | Melhos álbum histórico            | Indicado  |
| 1999 | Lifetime Achievement            | Grammy Lifetime Achievement Award | Honored   |

### Gravações no Grammy Hall of Fame
O Grammy Hall of Fame é um prêmio especial estabelecido em 1973 em reconhecimento as gravações com no mínimo 25 anos, que tenha relevância histórica ou qualitativa. As of 2011 six of Garland's recordings have received the award.
| Ano  | Trabalho Indicado                       | Prêmio              | Resultado |
| ---- | --------------------------------------- | ------------------- | --------- |
| 1981 | "Over the Rainbow"                      | Grammy Hall of Fame | Incluído  |
| 1998 | "(Dear Mr. Gable) You Made Me Love You" | Grammy Hall of Fame | Incluído  |
| 1998 | Judy at Carnegie Hall                   | Grammy Hall of Fame | Incluído  |
| 2005 | Meet Me in St. Louis - Trilha sonora    | Grammy Hall of Fame | Incluído  |
| 2006 | The Wizard of Oz                        | Grammy Hall of Fame | Incluído  |
| 2010 | "For Me and My Gal" (com Gene Kelly)    | Grammy Hall of Fame | Incluído  |

### Emmy Awards
A Academy of Television Arts & Sciences (ATAS) homenageia os programas de entretenimento da TV americana. Judy foi indicada ao prêmio três vezes..
| Ano  | Trabalho indicado                | Categoria                                        | Resultado |
| ---- | -------------------------------- | ------------------------------------------------ | --------- |
| 1956 |                                  | Melhor cantora                                   | Indicado  |
| 1962 | The Judy Garland Show (especial) | Performance em programa de variedade ou musical. | Indicado  |
| 1964 | The Judy Garland Show            | Performance em programa de variedade ou musical. | Indicado  |

### Tony Awards
O Tony Awards é dado em reconhecimento à excelência no teatro americano e é apresentado pela American Theatre Wing e The Broadway League. Judy ganhou um Special Tony Award em 1952 pela sua contribuição na revitalização do Vaudeville com o recorde de 19 semanas no Palace Theatre.